# Autobahndreieck Bremen-Industriehäfen
Das Autobahndreieck Bremen-Industriehäfen (Abkürzung: AD Bremen-Industriehäfen; Kurzform: Dreieck Bremen-Industriehäfen) ist ein Autobahndreieck in Bremen in der Metropolregion Nordwest. Es verbindet die Bundesautobahn 27 (Cuxhaven — Dreieck Walsrode; Europastraße 234) mit der Bundesautobahn 281 (Westumfahrung Bremen).

## Geografie
Das Dreieck liegt auf dem Stadtgebiet von Bremen in den Stadtteilen Burglesum und Gröpelingen. Die umliegenden Stadtteile sind Häfen und Blockland. Nächstgelegene Ortsteile sind Oslebshausen auf Gröpelinger Gebiet und Burg-Grambke auf Burglesumer Gebiet. Es befindet sich etwa 10 km nordwestlich der Bremer Innenstadt, etwa 45 km südlich von Bremerhaven und etwa 35 km östlich von Oldenburg.
Da durch das Dreieck die Grenze zwischen den Bremer Stadtbezirken Bremen-Nord und Bremen-West verläuft, befindet sich der nordöstliche Teil inklusive der Verbindungsrampe in Bremen-West und der restliche Teil in Bremen-Nord.
Das Autobahndreieck Bremen-Industriehäfen trägt auf der A 281 die Anschlussstellennummer 1, auf der A 27 die Nummer 17.

## Bauform und Ausbauzustand
Beide Autobahnen sind vierstreifig ausgebaut. Alle Verbindungsrampen sind einspurig ausgeführt.
Auf der A 27 bildet das Dreieck eine Doppelanschlussstelle mit der AS Bremen-Industriehäfen.
Das Dreieck wurde als linksgeführte Trompete angelegt.

## Verkehrsaufkommen
Das Dreieck wird täglich von rund 89.000 Fahrzeugen befahren.
| Von                      | Nach                           | Durchschnittliche tägliche Verkehrsstärke | Anteil Schwerlastverkehr |
| ------------------------ | ------------------------------ | ----------------------------------------- | ------------------------ |
| AS Bremen-Nord (A 27)    | AD Bremen-Industriehäfen       | 77.900                                    | 07,4 %                   |
| AD Bremen-Industriehäfen | AS Bremen-Überseestadt (A 27)  | 84.000                                    | 07,2 %                   |
| AD Bremen-Industriehäfen | AS Bremen-Burg-Grambke (A 281) | 17.000                                    | 13,8 %                   |